# Inauguration (Stargate SG-1)
Inauguration (Inauguración) es el vigésimo episodio de la séptima temporada de la serie de televisión de ciencia ficción Stargate SG-1, y el episodio N.º 152 de toda la serie.

## Trama
El episodio comienza con el recién electo Presidente de EE. UU., Henry Hayes, paseando por la Casa Blanca, seguido por uno de sus ayudantes que le informa acerca de los acontecimientos actuales. Al llegar a su despacho, el General Francis Maynard le está esperando, con el fin de ponerle al corriente del programa Stargate. El presidente al principio cree que están gastándole una broma, pero los gestos y palabras de Maynard le llevan a darse cuenta de la realidad.
Hayes se dirige a Kinsey para pedirle explicaciones acerca de la omisión de información acerca del proyecto Stargate hacia él, y Kinsey aprovecha esta oportunidad para exponer sus quejas sobre el personal de Comando Stargate y de la necesidad de cambios en su estructura militar. Por la noche el presidente ve algunos de los archivos de misiones del SGC y los comenta con Francis, quien le da su opinión (no muy alentadora) de Bob Kinsey, y de los intentos de control de SGC por parte del NID.
Al día siguiente el presidente y Maynard se reúnen con Kinsey y Richard Woolsey. Este último sitúa al General Hammond y al SG-1 como focos de los problemas acontecidos en el CSG durante los últimos años, poniéndole ejemplos de sucesos acontecidos y le instigan a tomar medidas cuanto antes. Tras una pausa, se discuten otros "errores" en el Comando Stargate y Woolsey se queja de la estrecha relación entre algunos miembros del equipo de SG-1 (es decir, Carter y O'Neill). El presidente termina la reunión a fin de hacer una evaluación justa de la situación, mientras que Kinsey y Woolsey mantienen una charla en privado. Durante este debate, Woolsey empieza a tener dudas acerca de la relación del presidente con el vicepresidente.
Más tarde, el presidente es informado por Maynard acerca de la amenaza pendiente de Anubis, que describe el impresionante poder que ejerce dicho Señor del Sistema. Aparte de eso, también le hace partícipe de la actual búsqueda de la Ciudad Perdida -donde se encuentra la única arma capaz de vencer a Anubis-, y los conocimientos y progresos del SG-1, que lo sitúan en ese momento, como el único equipo capaz de encontrarla a tiempo. Ante esto, el presidente estaría dispuesto a apoyar a hammond y al SG-1, pero no ve cómo.
Woolsey se reúne en secreto con Francis para hacerle llegar su opinión sobre Kinsey, de cuyas intenciones está empezando a desconfiar. Maynard le pide a Woolsey que encuentre pruebas incriminatorias si quiere que pueda hacerse algo. Con tal fin, este último se reúne con Hammond, quien le facilita una copia del disco que O'Neill y Maybourne consiguieron hace un tiempo, con pruebas incriminatorias hacia Kinsey. Al día siguiente Woolsey se reúne con el presidente y le hace llegar el disco.

## Artistas invitados
- Ronny Cox como el Vicepresidente Kinsey.

- Mikka Dargel como la asistente de Kinsey.
- William Devane como el Presidente Henry Hayes.
- Holly Dignard como la asistente del Presidente.
- James McDaniel como el General Francis Maynard.
- Robert Picardo como el Agente Richard Woolsey.
- Jerry Wasserman como Stan.
- Colin Cunningham como el Mayor Paul Davis (escena de archivo).
- Corin Nemec como Jonas Quinn (escena de archivo).